# Stripped (álbum de Christina Aguilera)
Stripped é o quarto álbum de estúdio da artista musical estadunidense Christina Aguilera. O seu lançamento ocorreu em 22 de outubro de 2002 pela gravadora RCA. Com o lançamento de "Lady Marmalade" em 2001, parceira com Lil' Kim, Mýa e Pink, Aguilera encerrou as atividades com seu então empresário Steve Kurtz, que a rotulou como uma cantora pop adolescente, devido a alta popularidade do gênero. Ela contratou Irving Azoff como seu empresário e, posteriormente, decidiu experimentar um novo estilo musical em seu álbum seguinte. A cantora mudou sua imagem pública e artística, posando nua para diversas revistas, tingindo seu cabelo de preto e criando sua personalidade alternativa "Xtina". Aguilera definiu o conceito de Stripped como um recomeço e uma reintrodução de si mesma como uma nova artista, já que as pessoas estavam vendo e percebendo como ela realmente era. De acordo com Aguilera, ela deu esse título para o disco porque ele trata sobre ser emocionalmente despojada e muito descoberta para abrir sua alma e seu coração.
O disco possui uma sonoridade inspirada por gêneros como o pop e o R&B, ao passo em que incorpora muitos outros estilos musicais, como soul, rock, hip hop e a música latina. Liricamente, as faixas abordam ao auto-respeito, ao sexo e ao feminismo. As gravações do projeto ocorreram entre 2000 e 2002 em estúdios nos Estados Unidos sob a produção executiva da própria cantora juntamente a Ron Fair, sendo que a intérprete também colaborou na produção musical do trabalho juntamente a Glen Ballard, Jasper Cameron, E. Dawk, Rob Hoffman, Heather Holley, Alicia Keys, Linda Perry, Steve Morales, Balewa Muhammad, Rockwilder e Scott Storch.
Stripped recebeu análises mistas de críticos especializados em música: ao passo em que alguns especialistas prezaram os vocais de Aguilera e definiram-no como um álbum maduro e para adultos, outros criticaram sua produção e sua falta de foco musical. Entretanto, foi indicado em diversas categorias durante o Grammy Awards de 2003 e 2004, com "Beautiful" vencendo a categoria de Melhor Performance Feminina Pop. Comercialmente, o disco obteve um desempenho exitoso, listando-se nas dez melhores colocações na Austrália, na Áustria, no Canadá, nos Estados Unidos, no Reino Unido e em outros sete países. Nos Estados Unidos, debutou na vice-liderança da Billboard 200 com 330 mil cópias vendidas. O material recebeu certificação de platina quíntupla pela Recording Industry Association of America (RIAA) e platina sêxtupla pela British Phonographic Industry (BPI). Atualmente, registra cerca de 13 milhões de unidades faturadas no mundo todo.
A fim de promover o disco, cinco singles foram retirados de seu alinhamento. O primeiro, "Dirrty", foi recebido com análises mistas de críticos musicais, e seu controverso vídeo musical causou uma série de protestos na Tailândia devido ao seu conteúdo sexual. O foco de promoção seguinte, "Beautiful", recebeu aclamação universal e obteve êxito mundial em termos comerciais, sendo o single mais bem sucedido do álbum. As três últimas faixas a serem distribuídas, "Fighter", "Can't Hold Us Down" e "The Voice Within", obtiveram um desempenho comercial moderado. Como forma de divulgação, Aguilera apresentou-se em programas televisivos, premiações e embarcou em duas turnês, Justified/Stripped Tour (2003) — ao lado do cantor compatriota Justin Timberlake — e Stripped World Tour (2003). Com Stripped, Aguilera provou que não era uma cantora pré-fabricada e foi capaz de estabelecer sua total autonomia na indústria da música, tendo sido fortemente reconhecido como um trabalho pioneiro em temas como feminismo e expressão da sexualidade feminina, sendo citado, posteriormente, como referência para o trabalho de diversas artistas.

## Antecedentes e lançamento
"Eu sinto que é um recomeço, uma reintrodução de mim mesma como uma nova artista de certa forma, pois pela primeira vez, as pessoas estão realmente vendo e percebendo como eu realmente sou. Eu tive uma chance de mostrar todas essas cores e texturas do meu amor pela música e do meu alcance vocal. Saindo da altura de fazer parte de um grande fenômeno pop, tive que tirar toda aquela imagem de [garota de] coração doce [com] mesmice, sem ser eu mesma, e afastá-la para longe de mim. E é por isso que eu intitulei o álbum de Stripped, porque é sobre ser emocionalmente despojada e muito descoberta para abrir minha alma e meu coração"

— Aguilera justificando o título do álbum.
Após o lançamento de seu álbum de estreia, o homônimo, Christina Aguilera (1999), a artista alcançou grande sucesso com singles como "Genie in a Bottle" e "What a Girl Wants"; Além do exposto, ela gravou ao lado de P!nk, Mýa e Lil' Kim um cover da música "Lady Marmalade", do grupo Labelle, para o filme de 2001, Moulin Rouge!, que ganhou um Grammy Awards em sua quadragésima quarta edição na categoria de Melhor Colaboração Vocal Pop. No entanto, Aguilera ainda era considerada parte de um "fenômeno emergente [da música]" e sempre seguiu ordens de seu empresário Steve Kurtz, sobre o que fazer, como se vestir e outras normas sociais que deveria "obedecer" para o modelo de cantora pop adolescente que ela representava, posteriormente, a artista começou a considerar essas recomendações "chatas e superficiais", além de repressivas com sua verdadeira personalidade artística e pessoal. Da mesma forma, ela também afirmou que "adotar uma imagem conservadora é muito entediante. Quando "Lady Marmalade" saiu [no mercado], muitos executivos sentiram que eu não deveria estar fazendo aquilo, ser muito urbana... Se você gosta de mim ou não, essa sou eu". No final de 2000, Aguilera decidiu não continuar o contato com Kurtz. Depois de terminar os serviços com seu empresário, Irving Azoff foi contratado como o novo gerenciador de sua carreira. Após a mudança empresarial, a artista decidiu repaginar sua imagem pública e sonoridade para seu álbum seguinte. Ela passou a aparecer publicamente com os cabelos pretos, aceitou ser fotografada nua para diversas publicações e criou sua personalidade alternativa "Xtina". Naquele momento, a americana expressou vontade de fazer uma obra que a apresentasse sua real personalidade; descrevendo o novo trabalho como "seu bebê" e garantiu que sua próxima obra seria uma gravação verdadeiramente experimental e uma representação honesta de si; "Não me importo de vender um ou um milhão de cópias, só quero ser real".
O álbum foi liberado em formato disco compacto pela primeira vez nos países nórdicos, em 22 de outubro de 2002, pela Sony Music. Nos Estados Unidos, sua liberação ocorreu uma semana depois pela RCA Records. Foi lançado em cassete em 5 de novembro e em vinil em 3 de dezembro de 2002. Fotografada pela americana Miranda Penn Turin, a capa do álbum totalmente em preto e branco, mostra um retrato de corpo inteiro de Aguilera em que ela aparece semi-nua. Apenas os cabelos, enfeitados com apliques pretos, cobrem os seios, enquanto a calça jeans tem a virilha costurada com linha preta, de forma que a parte genital da artista se destaca nitidamente. De acordo com a intérprete, Stripped recebeu esse título porque ela estava sentindo-se emocionalmente despojada e muito descoberta para abrir sua alma e seu coração, explicando:
| “ | Chamei-o de Stripped porque queria retirar as partes do meu primeiro álbum que não sentia serem minhas. Eu estava procurando a verdade, todos nós podemos olhar para trás em nosso passado, infância e vida familiar e é fácil se vitimizar. Eu queria que minhas músicas tivessem mensagens empoderadoras, especialmente para as mulheres, para que elas pudessem se sentir fortes e falar por si mesmas [...] Foi muito libertador, eu tento escrever letras e [fazer] músicas com as quais as pessoas possam se identificar. Tento comunicar ideias e pensamentos universais que ajudem [as pessoas] a passar o dia ou o ano um pouco melhor. | ” |

## Gravação e produção

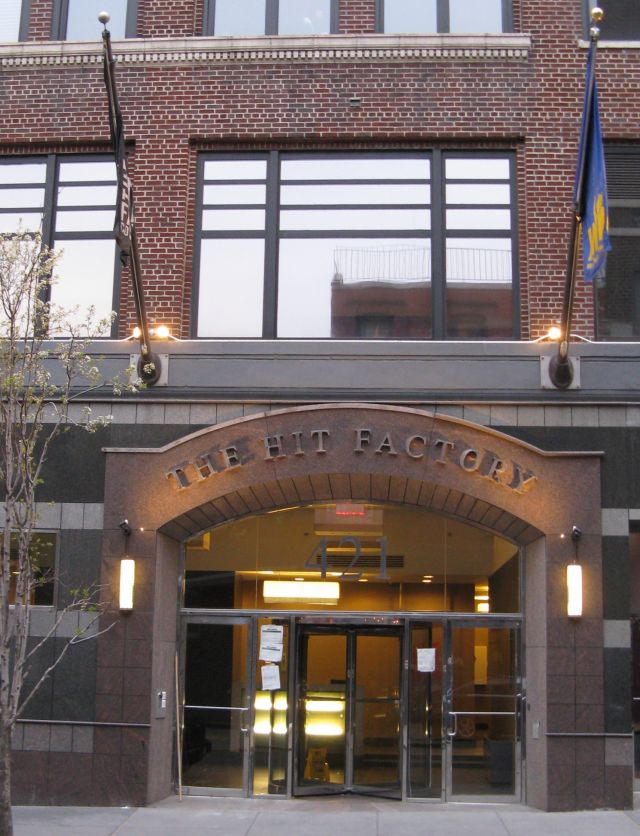
O The Hit Factory, localizado na Cidade de Nova Iorque, foi um dos estúdios usados para a gravação das canções do álbum.

De acordo com a MTV News, Aguilera começou a gravar material para Stripped em setembro de 2001. As sessões de gravação do projeto ocorreram em vários estúdios, como Conway Recording, Record Plant e NRG Recording, em Los Angeles, The Enterprise em Burbank e Electric Lady e Hit Factory localizados na Cidade de Nova Iorque. Em várias ocasiões, a cantora afirmou que queria demorar algum tempo entre o lançamento de um álbum e outro, observando que ela não publicaria material novo todo ano como suas colegas. Da mesma forma, ela expressou que a gravação levou mais tempo do que ela pensava, devido a muitos eventos que ocorreram em sua vida, como seu primeiro grande rompimento com seu então namorado, o dançarino Jorge Santos; a cantora também disse que queria explorar mais sua voz, por esse motivo, ela realizou vários exercícios vocais para isso, embora quisesse enfatizar mais as letras das músicas por ter um conteúdo tão pessoal e profundo que o que ela poderia tecnicamente alcançar com sua voz.
Em Stripped, Aguilera serviu como produtora executiva ao lado de Ron Fair e trabalhou com uma vasta gama de novos compositores e produtores, nomeadamente Glen Ballard, Jasper Cameron, E. Dawk, Rob Hoffman, Heather Holley, Steve Morales, Balewa Muhammad, Rockwilder, Scott Storch, Alicia Keys e Linda Perry. O produtor que mais recebeu créditos por sua participação na obra foi Storch, que, segundo a revista Entertainment Weekly, "fez algumas músicas do disco parecerem ótimas"; Perry também apareceu como uma das principais colaboradoras. Quando Perry e Aguilera se conheceram nos estúdios de gravação, esta última lhe disse que queria ouvi-la cantar, então Perry cantou uma canção que ela nomeou de "Beautiful", que, por sua vez foi gravado por Aguilera e incluído em Stripped; Mais tarde, a cantora concluiu que nunca pensou em fazer da faixa um single. Quanto ao relacionamento com Perry, Aguilera falou para a MTV que ela a ensinou "a descarregar toda a frustração que às vezes sinto, assim como aprendi a acalmar meu estresse, gritando e aceitando meus erros", acrescentando que Perry a "ensinou que todas as imperfeições são boas e devem ser mantidas, porque elas vêm diretamente do coração. Dessa forma, as coisas ficam mais credíveis e você tem a coragem de sair para o mundo real". Outro produtor, Ballard, que trabalhou com Aguilera em "The Voice Within", falou em uma entrevista sobre como trabalhar com a cantora, comentando: "Eu acho que ela é uma compositora maravilhosa. Já sabíamos que ela é uma excelente cantora, mas acho que é bom acrescentar isso, ela realmente é uma compositora incrível". Por outro lado, a cantora Alicia Keys também participou do disco na faixa "Impossible", em sua composição e produção e, com relação a essa colaboração, a MTV informou que as artistas planejavam um trabalho conjunto há muito tempo, mas Keys decidiu realizar uma reunião e lá foi tomada a decisão final da colaboração, para a qual foram necessárias três sessões de gravação para produzi-la, concluindo o trabalho nos estúdios da Electric Lady em Nova Iorque.

## Estrutura musical

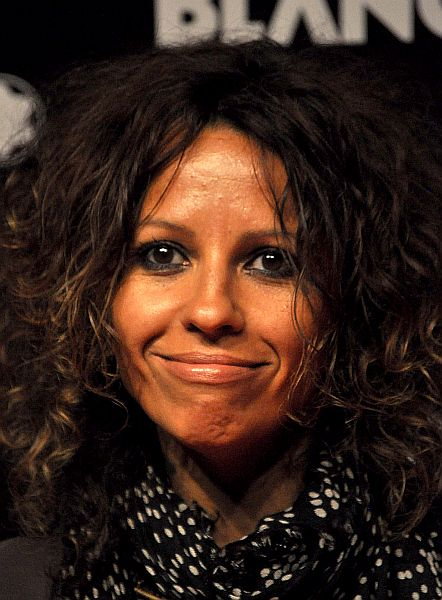
Linda Perry compôs sozinha "Beautiful", além de assinar a produção de quatro faixas presentes na obra.

Em termos musicais, Stripped é um álbum derivado do pop e R&B exibindo uma variedade de influências estilísticas, dentre eles soul, hip hop, rock, gospel e música latina. Sua instrumentação inclui baixo, o teclado eletrônico, o violão, o violino, viola e a guitarra elétrica. Embora Aguilera tenha expressado prazer com o trabalho de composição realizado por Linda Perry no segundo álbum de estúdio da cantora P!nk, M!ssundaztood (2001), no qual ela afirmou ter tomado como inspiração para conceber Stripped, vários críticos sentiram que a sonoridade adotada pela artista na obra representava sua "falta de foco musical'. Liricamente, as faixas retratam questões familiares, o amadurecimento pessoal da intérprete, respeito pessoal, feminismo e relações sexuais. Da mesma forma, a artista disse que queria que seu novo material expressasse sua verdadeira personalidade artística e pessoal.
O álbum começa com "Stripped (Intro)", uma faixa introdutória para todo o material, com um ritmo futurista no início e uma compilação de fragmentos de declarações feitas por Fred Durst, titular do Total Request Live e um dos criadores da suposta rivalidade de Aguilera com Britney Spears, onde ela também reflete e lamenta não ser o que as pessoas esperavam dela. A música seguinte, "Can't Hold Us Down" é uma colaboração com a rapper Lil' Kim. Liricamente aborda temas como feminismo, hipocrisia sexual e padrões duplos. No início, ela canta: "Então porque eu não deveria ter uma opinião? / Eu deveria ficar calada só porque sou uma mulher? / Pode me chamar de vadia, só porque eu falo o que penso". Os meios de comunicação especularam que as letras da canção eram dirigidas a Eminem, que se referiu a Aguilera em suas músicas "Off the Wall" e "The Real Slim Shady". Musicalmente, engloba predominantemente os gêneros R&B e hip hop, além de elementos de dancehall em seu encerramento. A terceira música, "Walk Away" é uma balada pop com elementos de pop rock que trata sobre decepção amorosa. A intérprete carrega toda sua sofreguidão pros versos recitados cheio de mágoa e dramaticidade, implorando que tudo termine bem: "E isso machuca minha alma, pois eu não posso esquecer". Segue-se "Fighter", um rock com elementos de R&B e arena rock. Com a participação do guitarrista Dave Navarro e inspirado pela abordagem adotada em "November Rain", do Guns N' Roses, a faixa destaca a voz poderosa da cantora e suas letras inspiradoras sobre autoaperfeiçoamento. Ela expressa que não se deixará atormentar pela negatividade que outras pessoas colocam em si e sua busca pela força pessoal; "Depois de tudo que você me fez passar / Você acha que eu o desprezo / Mas, no fim, eu quero te agradecer / Porque você me fez muito mais forte".
"Queríamos fazer algo voltado para o rock e gospel. Em um teclado eu emulei o melhor que podia de um solo de guitarra, esses poderosos acordes, e daí nasceu 'Fighter'. É quase como uma ópera rock. No próximo estúdio, em Conway, estava Dave Grohl gravando com o Queens of the Stone Age — acho que eles acabaram sendo uma influência. Sugeri que trouxéssemos alguém para adicionar um solo de guitarra. [...] então Dave Navarro entrou e arrasou".
— Scott Storch abordando os arranjos de "Fighter" à revista W em 2022.

"Naquela época, Christina estava sendo envergonhada e menosprezada por artistas masculinos devido a sua sexualidade, criticada em canções e submetida à misoginia. Tentamos escrever sobre isso em 'Can't Hold Us Down'. Minhas contribuições vieram de uma perspectiva semelhante de ser marginalizado como uma pessoa queer e falar com seu opressor com frustração e raiva".

— Matt Morris falando sobre a inspiração principal por detrás de "Can't Hold Us Down", a qual é co-autor.
O álbum continua com "Primer amor", um interlúdio com menos de um minuto de duração que apresenta Aguilera falado em espanhol para contar a história do amor proibido entre um porto-riquenho que roubou o coração de uma americana, servindo de explicação para a canção de número seis, "Infatuation", um R&B com influências da música latina. Stripped continua com outro interlúdio, dessa vez intitulado "Loves Embrace", que abre a oitava faixa do disco, "Loving Me 4 Me", uma balada de R&B que descreve em murmúrios a sensação da intérprete em se ver amada por completo. O nono número do álbum, "Impossible" é outra balada cujas letras abordam o quão impossível é amar alguém que dificulta. Ao mesmo tempo em que a fragilidade é demonstrada, versos como; "Isso não é um circo / Então não me faça de palhaça" entoa uma autodeterminação em mostrar toda a força em enfrentar situações que parecem não ter solução. Em "Underappreciated", Aguilera convoca todas as mulheres que já se sentiram mal por um cara para unirem suas forças e mostrarem para si mesmas que não precisam de ninguém para se sentirem realizadas. O álbum continua com a balada pop "Beautiful", onde as letras expressam as situações que as pessoas enfrentam devido à sua insegurança com a própria aparência e promove o sentimento de autoconfiança e aceitação ao ouvinte, evidente em linhas como; "Você é lindo, não importa o que eles digam / Palavras não podem te deixar para baixo, oh não / Você é lindo, em todos os sentidos". A décima segunda música é "Make Over", construída sob influência do rock de garagem e é composta por Perry e Aguilera e produzida pela primeira. No entanto, a cantora recebeu uma notificação judicial por usar sem autorização como amostra a música "Overload" do grupo britânico Sugababes, para que mais tarde a American Society of Composers, Authors and Publishers (ASCAP) decidisse incluir os autores de "Overload" nos créditos de composição da faixa de Aguilera.

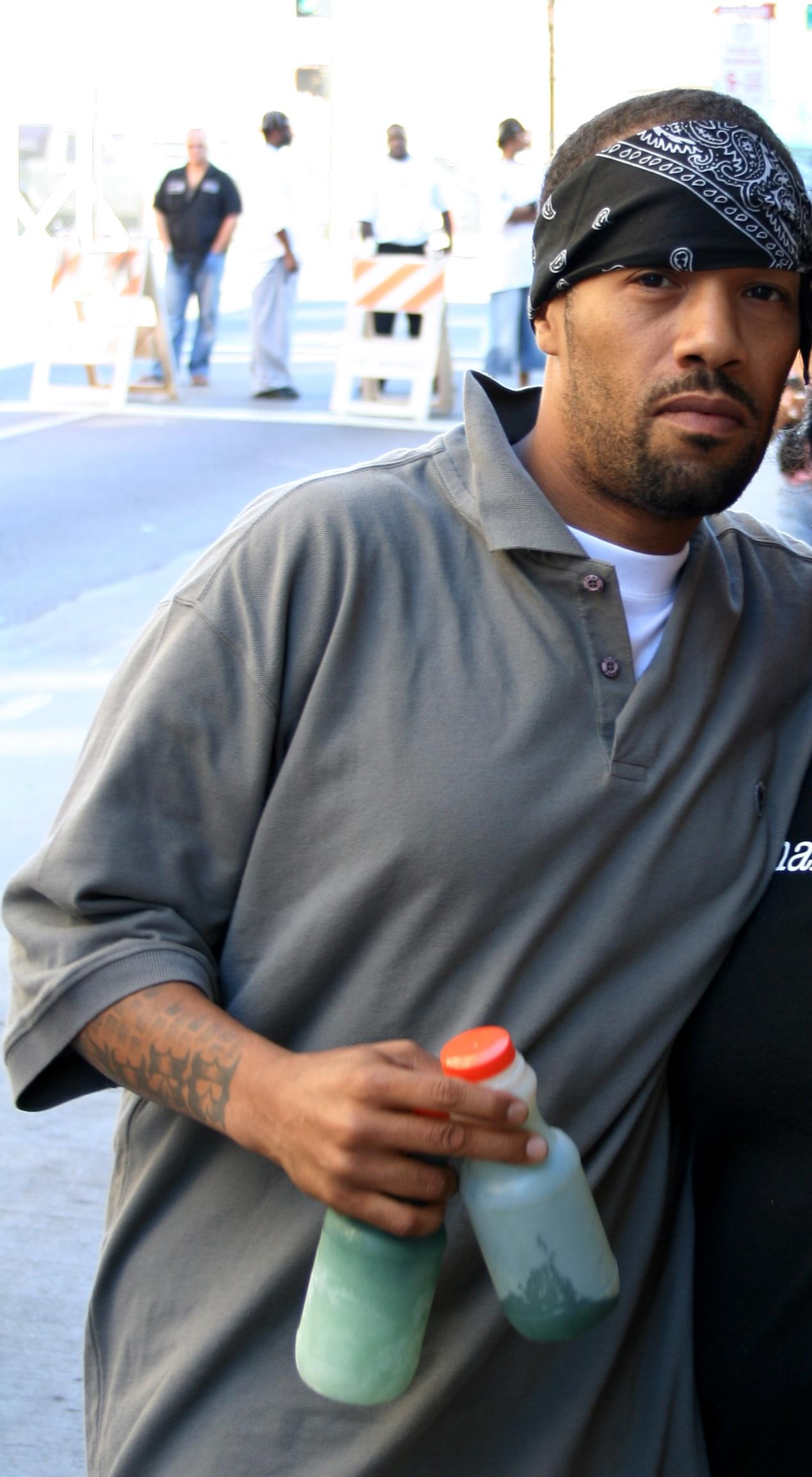
O rapper Redman é destaque em "Dirrty".

"Cruz" é derivada do rock, no qual Aguilera dá as costas ao passado que um dia sentirá saudades, almejando um futuro melhor do que o presente. A seguinte, "Soar", explora o R&B e centra-se em torno de temas de auto-capacitação. As próximas duas canções, "Get Mine, Get Yours" e "Dirrty" são liricamente semelhantes, tendo relações sexuais como assunto principal; em termos musicais, a primeira, deriva-se do pop e R&B, enquanto a segunda é um hip-hop. Entoando um diálogo com a primeira faixa do álbum, Aguilera encaixa a segunda "intro" do disco na décima quinta faixa, "Stripped Pt. 2". Apostando numa letra em que se "desculpa" por não ser o que muitos queriam que ela fosse. "The Voice Within" é uma balada influenciada pelo soul em que a cantora busca dar a mão àqueles que se encontram numa situação de extrema solidão; "Quando não há mais ninguém, olhe dentro de si mesmo / Como seu mais antigo amigo, apenas confie na voz interior". "I'm Ok" é uma balada pop que fala sobre o abuso que sofreu quando criança, na época em que seu pai ainda morava em casa. Utilizando de elementos que remetem à sua infância e introduzindo a letra com um "Era uma vez" numa espécie de fábula sombria, aqui ela conta que, apesar de tudo, agora as coisas estão melhores. Na última música do álbum, "Keep On Singin' My Song", a intérprete acena uma trégua no sofrimento, escancarando aos quatro cantos o dom libertador que a música tem: "Eu acredito que eles podem tirar qualquer coisa de mim / Mas não conseguem levar a minha paz interior / Eles podem dizer o que quiserem de mim, mas eu vou / Eu vou levando e vou continuar cantando minha música". Em termos musicais, o tema é derivado do drum and bass e apresenta um coral gospel ao fundo.

## Repercussão

### Crítica profissional
De forma geral, Stripped recebeu críticas ambivalentes dos críticos especializados em música, com a página Metacritic, atribuindo-lhe a pontuação percentual de 55, com base em 100 avaliações recolhidas, representando aceitação regular. Um escritor da revista Billboard comentou que o álbum é mais maduro e substantivo do que o primeiro single lançado representava, além de dizer que "produtores como Linda Perry e Glen Ballard levaram [Aguilera] a um nível mais alto e tudo se reflete em um disco agradavelmente surpreendente [a ser] ouvido". Por sua parte, Ian Watson, do portal Yahoo! Music, classificou a obra com oito estrelas de um total de dez e comparou várias músicas presentes no projeto com canções gravadas por artistas como Whitney Houston, Madonna, Michael Jackson e Courtney Love, depois de dizer que é "um álbum incrível" e que ela se tornou uma "super diva", graças ao fato de deixar de lado qualquer vergonha em abordar assuntos como sexo e rebelião. Escrevendo para o site da BBC, Jacqueline Hodges deu-lhe uma crítica negativa, por considerá-lo "um trabalho ruim" e sentir que a capacidade vocal da intérprete foi ofuscada por várias manchetes publicadas na mídia a envolvendo em baixarias com Eminem, além do seu estranho senso de moda. Ela também afirmou que a única música boa [de Aguilera] era "Genie in a Bottle" (1999), lançada quando ela ainda estava no auge do sucesso do pop adolescente, com artistas como Britney Spears e Jessica Simpson.
| Críticas profissionais | Críticas profissionais |
| Pontuações agregadas   | Pontuações agregadas   |
| Fonte                  | Avaliação              |
| ---------------------- | ---------------------- |
| Metacritic             | 55/100                 |
| Avaliações da crítica  |                        |
| Fonte                  | Avaliação              |
| AllMusic               | [ 25 ]                 |
| Billboard              | (positiva)             |
| Entertainment Weekly   | C+                     |
| The Guardian           | [ 49 ]                 |
| NME                    | (6/10)                 |
| Rolling Stone          | [ 27 ]                 |
| Slant                  | [ 37 ]                 |
| Stylus                 | F                      |
| Spin                   | (6/10)                 |
| The Village Voice      | (negativa)             |

Por outro lado, Josh Kun, da publicação Spin, chamou o álbum de "uma declaração artística", que apresentava um movimento em direção ao hip hop e, acima de tudo, é a "declaração de independência" da intérprete. Além disso, Betty Clarke, para o jornal britânico The Guardian, entregou três estrelas de cinco e opinou que a obra se destacava até na imagem de capa, mas que pecava por "soar muito longo, excessivamente sentimental e tristemente exagerado". O escritor Jon Pareles, do periódico New York Times, escreveu que a artista possuía uma ótima voz e este trabalho é uma demonstração clara de que ela quer amadurecer logo. Além disso, ele comentou que ela exibe sua sexualidade e agressividade em músicas como "Can't Hold Us Down", "Dirrty", "Get Mine, Get Yours" e "Fighter", acrescentando: "Talvez não seja de se estranhar o fato dela aparecer excitada demais em quase todas as músicas, embora calma em "I'm Ok" [...] Stripped é uma explosão de excessos que corre o risco de frustrar os fãs antigos da Srta. Aguilera sem atrair novos e [além disso] ele [o disco] está cheio de energia errada". Concedendo uma nota 6 de 10, Jim Wirth, da NME, sentiu que o projeto parece soar como um trabalho de Mariah Carey, especificamente Rainbow (1999). Por outro lado, Stephen Thomas Erlewine, do banco de dados Allmusic, emitiu duas estrelas e meia de cinco permitidas, sendo negativo em sua apreciação da obra, comentando que o álbum contém "o som de uma artista que recebeu muita liberdade cedo demais e não tem ideia do que fazer com ela".
"Quase todos os segundos desse vasto trabalho de 20 faixas comunica as lutas esmagadoras que ela [Aguilera] sofreu ao se tornar uma superestrela de 18 anos. Claramente, afetada pela síndrome precoce de tentar parecer uma artista séria, Aguilera quer demonstrar a gama de seus interesses. O álbum tem bons momentos: a balada "Beautiful" é mais moderada; o suporte de metal "Fighter" é mais corajoso do que você poderia esperar de uma prostituta na pista de dança que adora exibir a capacidade de seu diafragma. Ela exibe muita habilidade elástica, mas pouca alegria. Apesar de sua nova liberdade, Aguilera ainda parece triste, para não falar fora de foco.
— O crítico David Browne na sua análise de Stripped para eletrônica Entertainment Weekly.
Jane Dark, do jornal The Village Voice, avaliou Stripped de forma negativa ao dizer que a carreira de Aguilera entrou em coma após publicar um álbum latino e outro natalino — Mi reflejo e My Kind of Christmas (2000) — respectivamente, e Stripped foi a ambulância ao resgate de sua carreira que chegou tarde demais e exclamou: "Quando as pessoas entenderão que "não amadurecer" é a verdadeira essência da música pop?", Enfatizando a maturidade errônea que a cantora decidiu levar para seu disco. Enquanto isso, Jancee Dunn, da revista Rolling Stone, classificou o material com três de cinco estrelas totais e disse que o primeiro single deturpa completamente o resto do álbum e que "o título do disco é como se gritasse "Veja o que há de mais íntimo de mim", mas a mensagem impressa no conteúdo é [verdadeiramente] mais calma, como de "seja fiel a si mesmo" [...] Stripped é quase um álbum para adultos e merece uma chance"; Da mesma forma, ele elogiou algumas músicas como "Walk Away", "Cruz" por seu significado lírico e a voz da intérprete, mas desprestigiou "Fighter" e "Can't Hold Us Down", depois de dizer que houve um "fracasso em sua história". Amanda Murray, em sua coluna no Sputnikmusic, disse que o que Aguilera realmente mostrou com Stripped foi uma "dupla hipocrisia", pois "se você não quer que as pessoas a tratem como um objeto sexual, não produza canções com conteúdo erótico" e alegou que sua sonoridade estava sendo ofuscada por sua imagem, mas expressou que, se as pessoas se dedicarem seriamente a ouvir sua música e não se deixar levar pelas suposições, terão certas queixas válidas. Por outro lado, Sal Cinquemani, da Slant Magazine, o catalogou como "um álbum de Janet Jackson", devido à sua superprodução e supersexualização, acrescentando que, com ele, [Aguilera] provava que não era Britney Spears.

### Reconhecimento
Stripped foi indicado a várias premiações nas mais diversas categorias, acumulando ao todo, vinte nomeações musicais. A intérprete foi eleita a Artista Feminina Hot 100 do Ano, durante os Billboard Music Awards. Ao longo de 2003 e o ano que o sucedeu, a cantora recebeu várias indicações importantes aos MTV Europe Music Awards, incluindo nas categorias; Melhor Canção, Melhor Álbum, Melhor Artista e Melhor Artista Feminina; a última na qual ela sagrou-se campeã. Adicionalmente, o vídeo musical para "Dirrty" foi nomeado a Melhor Vídeo Feminino, Melhor Vídeo Pop, Melhor Vídeo Dance e Melhor coreografia na edição americana da mesma premiação, além de ter sido laureado na categoria Vídeo do ano no MOBO Awards e Melhor Single nos Q Awards. Tanto a canção "Fighter" quanto o álbum renderam à Aguilera indicações vitoriosas às categorias Melhor Vídeo e Melhor Álbum nos TMF Awards. Ademais, "Fighter" e Stripped ainda forma indicados aos Prêmios Juno, nas categorias; Vídeo do Ano e Melhor Álbum Internacional. No entanto, somente o disco obteve vitória. Os Brit Awards ainda nomeou Aguilera e sua obra às categorias; Melhor Artista Internacional Feminina, Melhor Artista Pop e Melhor Álbum Internacional. Durante a cerimônia dos MTV Europe Music Awards, Aguilera foi condecorada a Artista Feminina Favorita.
Stripped e seus frutos ainda renderam dois anos seguidos de indicações à Aguilera aos Grammy Awards. Na edição de 2003, "Dirrty" foi indicado a Melhor Vocal Pop Colaborativo, mas perdeu para "The Game of Love", de Santana e Michelle Branch. Na edição do ano seguinte, recebeu mais nomeações nas seguintes categorias: Melhor Álbum vocal de Pop por Stripped, Melhor Vocal Pop Colaborativo por "Can't Hold Us Down", Canção do Ano e Melhor Performance Feminina Pop por "Beautiful", essa última na qual, ela se sagrou campeã.

## Promoção

### Singles

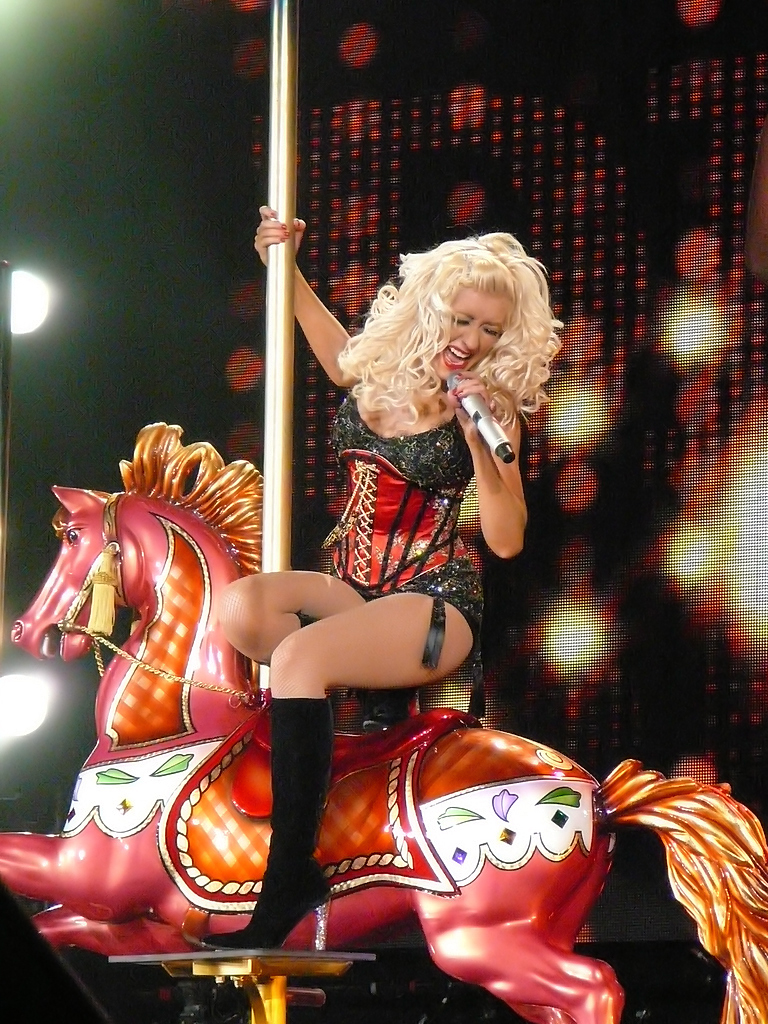
Aguilera interpretando "Dirrty" na turnê Back to Basics Tour (2006-07).

A liberação de "Dirrty" como single inicial de Stripped ocorreu em 14 de setembro de 2002. Obteve um desempenho comercial moderado, posicionou-se na liderança das tabelas musicais de países como Croácia, Irlanda e Reino Unido. Enquanto nos Estados Unidos obteve a pior posição para um lançamento de Aguilera até então, parando na 48ª posição. Seu respectivo vídeo musical correspondente foi dirigido por David LaChapelle e estreou na MTV em 30 de setembro de 2002. Retratando fetiches sexuais, lutas de boxes e estenolagnias, a produção polêmica eliminou sua imagem anterior como uma cantora de pop adolescente. Tanto a música quanto o vídeo foram negativados, com críticos comparado-o com "I'm a Slave 4 U", de Britney Spears, devido à sua semelhança em apresentar uma mudança de imagem mais sensual a sua intérprete, além de considerarem "errônea" a decisão de o lançarem como o primeiro single do álbum. Protestos também ocorreram na Tailândia por causa de pôsteres em tailandês no vídeo que se traduzem em "Turismo sexual da Tailândia" e "Meninas menores de idade". LaChapelle afirmou que não sabia o que diziam os pôsteres, e a gravadora da artista no país proibiu as estações de televisão tailandesas de o reproduzirem.
A gravadora enviou "Beautiful" para estações de rádio estadunidenses em 16 de novembro de 2002, servindo como o segundo single do álbum. O vídeo musical correspondente foi dirigido por Jonas Åkerlund e estreou em 9 de dezembro de 2002 através do extinto programa televisivo Total Request Live. As cenas retratam pessoas com diversos problemas pessoais e físicos, como anorexia nervosa, racismo e a homossexualidade. A produção também apresenta cenas do auto-respeito e de beijo entre pessoas do mesmo sexo. Aguilera, por sua vez, aparece interpretando a canção em um quarto abandonado. No âmbito comercial, "Beautiful" foi o single mais bem sucedido do álbum, culminando as tabelas de seis países, como a Austrália, Canadá, Nova Zelândia e Reino Unido, enquanto classificou-se nas dez melhores colocações na Alemanha, Áustria, Dinamarca e em outros oito territórios. Nos Estados Unidos, atingiu a vice-liderança da Billboard Hot 100.
"Fighter" foi escolhido como terceiro single de Stripped, sendo adicionado as estações de rádio em 13 de março de 2003. Seu vídeo musical foi dirigido por Floria Sigismondi e lançado a 9 de Abril de 2003 através do Total Request Live. O tema retratado é simplista com destaque para a metamorfose de progressão lenta, mas constante, de Aguilera e da sua força interior, inicialmente com o coração partido, e no final tornando-se inquebrável. Comercialmente, embora não tenha repetido o mesmo feito de seu antecessor, alcançou a terceira posição no Canadá e Reino Unido, enquanto que listou-se entre os dez mais vendidos em outros territórios, como Austrália, Hungria, Estados Unidos e Irlanda.
Os próximos dois focos de promoção, "Can't Hold Us Down" e "The Voice Within" foram publicados em 2003. Ambos tiveram seu vídeo musical dirigidos por LaChapelle. A primeira produção aborda a mensagem de igualdade social e de gênero através de uma discórdia entre homens e mulheres ambientado na cidade de Nova Iorque durante a década de 1980, e o segundo foi filmado em preto e branco, gravado em uma única cena em que apenas a cantora caminha por várias salas, sai do prédio e, finalmente, deita em uma caixa de luz. Ambos receberam altas posições nas paradas musicais de países europeus, como Alemanha, Dinamarca, Reino Unido, enquanto na Billboard Hot 100 listou-se na 12ª e 33ª ocupações, respectivamente. Além disso, a gravadora lançou a faixa "Infatuation" de forma promocional em formato de CD apenas na Espanha, junto com a música "Dame Lo Que Yo Te Doy" — versão em espanhol de "Get Mine, Get Yours" — como lado B.

### Turnês musicais

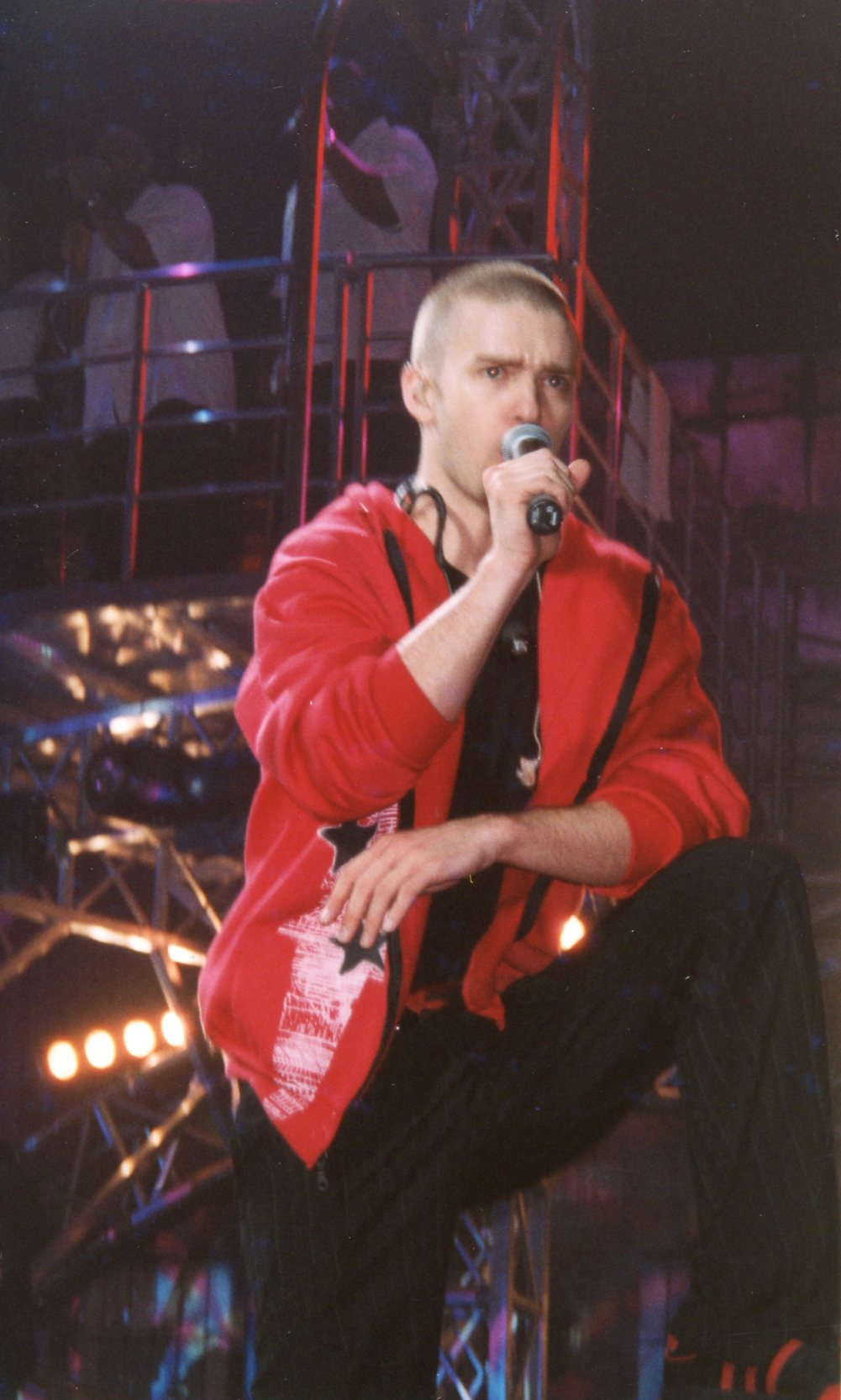
Aguilera excursionou em 2003, na companhia de Justin Timberlake, para promover seus respectivos álbuns naquela época.

Aguilera também promoveu o álbum com uma turnê no verão de 2003 pela América do Norte, ao lado do cantor compatriota Justin Timberlake, intitulada Justified and Stripped Tour. Timberlake falou sobre como foi trabalhar com Aguilera na turnê, dizendo: "Ela tem uma das vozes mais incríveis que eu já ouvi. Ela pode lançar uma música como "Dirrty" e chamar a atenção de todos, e depois lançar uma música como "Beautiful" e dizer "olha, é por isso que estou aqui". Essa é a Christina que eu conheci no programa de TV que fizemos [Mickey Mouse Club], e essa é a Christina que continuará daqui a 10 anos". Além disso, uma das razões pelas quais a cantora decidiu sair em turnê com ele é devido a confiança em suas habilidades de cantar e dançar, e não precisou se preocupar em ser ofuscada por Timberlake. Várias datas programadas foram canceladas e outras adiadas devido a falhas técnicas e colapso das redes de iluminação. Além disso, para promover a turnê, um extended play (EP) foi publicado nas lojas Target sob o nome de Justin & Christina, que inclui dois remixes de faixas dos respectivos álbuns de cada artista, Stripped — "Beautiful" e "Fighter" — e Justified — "Rock Your Body" e "Cry Me a River" — junto com duas faixas inéditas, "That's What Love Can Do" de Aguilera e "Why, When How" de Timberlake.
Por outro lado, a digressão recebeu avaliações mistas dos analistas especializados em concertos. Robert Hilburn, do jornal Los Angeles Times, chamou a parte de Aguilera de "tediosa" e seu caráter artístico no palco de "incerto", enquanto elogiou a apresentação de Timberlake, chamando-o de "nascido no palco [com] os instintos inteligentes para fazer um [bom] show funcionar". Por outro lado, Ben Wener, do periódico Orange County Register, elogiou a performance da cantora, escrevendo que "eu me inclino para Aguilera ... ela é simplesmente a artista mais completa". Darryl Morder, do The Hollywood Reporter, disse que seus números costumam ser "muito embrulhado em arranjos exagerados". Kat George, em um artigo escrito para The Village Voice em 2014, comparou o desempenho de palco de Beyoncé em sua turnê On the Run Tour (2014) com a de Christina na Justified and Stripped Tour, concluindo que o desempenho da primeira "não se conecta ao público como Aguilera", com o último "conseguindo transmitir uma mensagem de entendimento para o resto do público enquanto cantava "Beautiful" e fazia seus seguidores se sentirem bonitos, enquanto Beyoncé com a performance de "Pretty Hurts" não transmite a sensação de quanto dói ser uma mulher em certas partes da vida".
Quanto ao seu desempenho comercial, Justified and Stripped Tour sagrou-se como a sexta mais lucrativa do ano de 2003 e a terceira mais lucrativa de artistas em conjunto: arrecadando 30 milhões de dólares, através de 500 mil ingressos vendidos. No entanto, a cantora decidiu dar continuidade a digressão sem a companhia de Timberlake em países da Europa, Ásia e Oceania, sendo renomeada de Stripped World Tour, que teve o mesmo repertório da turnê anterior e arrecadou aproximadamente 70 milhões de dólares. No entanto, as datas programadas para à América do Norte no verão de 2004 foram canceladas, devido a problemas vocais por parte da cantora. As apresentações realizadas em novembro de 2003, na Wembley Arena em Londres, Reino Unido, foram gravadas para o registro oficial da turnê, transmitido em 30 de novembro de 2003 no WB Network e lançado fisicamente em 12 de outubro do ano seguinte, com duração de uma hora. A lista de músicas do DVD não inclui a apresentação de "Make Over" por motivos legais de suposto plágio contra a música "Overload" do grupo britânico Sugababes.

### Apresentações ao vivo

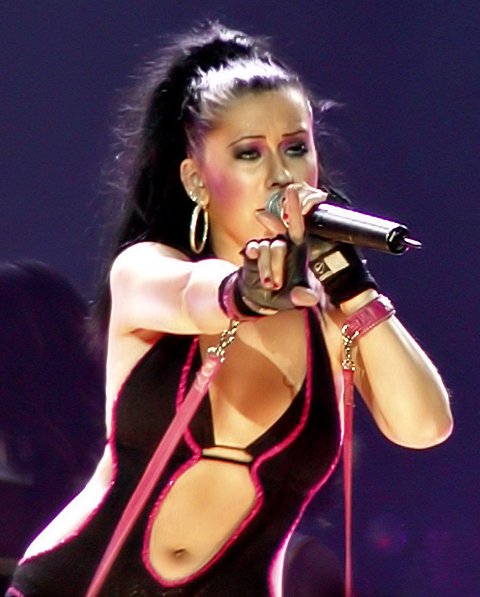
Aguilera durante uma apresentação da Stripped World Tour em 2003.

Aguilera apareceu em diferentes eventos para promover o lançamento de Stripped. A primeira música que o artista apresentou foi "Infatuation", na cerimônia de encerramento dos Jogos Olímpicos de Inverno de 2002, em fevereiro daquele ano. Em 24 de outubro, ela apareceu na estação de rádio Halloween Bash, de Chicago, para cantar "Beautiful", "Dirrty", "Get Mine, Get Yours" e "Impossible"; Em seguida, apresentou algumas faixas do álbum em programas como Top of the Pops, The Daily Show e no especial da MTV, Christina Stripped in New York City. No dia 14 de novembro, realizou uma performance de "Dirrty", ao lado de Redman, durante a cerimônia dos MTV Europe Music Awards, no qual simulou cenas, figurinos e coreografia do vídeo musical. Já no dia 19 de dezembro, compareceu a entrega anual dos Vh1 Awards; na ocasião, ela deu voz a "Beautiful". Em janeiro de 2003, Aguilera participou da 30ª edição dos American Music Awards, tocando "Impossible" e "Beautiful"; Em seguida, ela viajou ao Reino Unido, para participar do evento de lançamento do celular Siemens Xelibri, realizado em 16 de fevereiro, onde cantou algumas músicas do álbum. Em março, foi ao ar a participação da musicista no programa Saturday Night Live, na qual foi entrevistada e cantou "Beautiful" e, algum tempo depois, no MTV Mardi Gras, interpretou várias obras do álbum.
Adicionalmente, ela se apresentou na cerimônia dos MTV Asia Music Awards, com a interpretação de "Impossible". Em 27 de agosto, Aguilera ao lado de Britney Spears foi parte da apresentação de abertura dos MTV Video Music Awards, que foi liderada por Madonna. As duas primeiras iniciaram a performance com uma regravação de "Like a Virigin" (1984), de Madonna que, posteriormente, surgiu em um bolo de casamento gigante caracterizada de noivo e beijou Spears e Aguilera na boca. Por último, Missy Elliott surgiu em uma capela e cantou versos de "Work It". A apresentação gerou fortes reações da mídia e foi descrita pela MTV, organizadora do evento, como o melhor número de abertura da premiação. Mais tarde, Aguilera voltou ao palco para realizar um medley de "Dirrty", com Redman, e "Fighter", com Dave Navarro. "Beautiful" foi apresentado na 46ª edição dos Grammy Awards, onde Aguilera também recebeu uma condecoração pela música.

## Impacto e legado
Após o lançamento de Stripped, a obra tornou-se um dos álbuns mais bem sucedidos comercialmente do catálogo de Aguilera. Em 2003, o trabalho ficou em décimo lugar entre os álbuns mais bem-sucedidos do ano na parada da Billboard 200 dos Estados Unidos e, além disso, sua intérprete foi a quinta mais bem-sucedida nessa tabela e a cantora pop feminina de maior sucesso naquele ano. Enquanto isso, no Reino Unido, é o álbum de uma artista feminina norte-americana mais bem-sucedido da década de 2000, atrás de Come Away with Me de Norah Jones; bem como um dos mais bem sucedidos do milênio. Nesse país, Aguilera é a única ex-contratada da Disney a posicionar um álbum nas listas mencionadas acima e, consequentemente, é o o disco mais vendido entre todas as outras, com mais de dois milhões de réplicas distribuídas. Jyll Saskin, da MTV, considerou Stripped um álbum que deve ser ouvido antes que o mundo acabe e acrescentou que "este é um dos poucos discos que eu conheço, onde não há realmente nada de preenchimento; cada faixa é única e impecável. A voz de Christina soa "fora deste universo" e provoca todas as emoções possíveis: orgulho ("Soar"), tristeza ("I'm Ok"), insolência ("Can't Can't Us Us Down"), humor ("Stripped Pt. 2 ") e a lista continua. É a perfeição pop completa".
Escrevendo para o Los Angeles Times, Gerrick D. Kennedy afirma que, graças à Stripped, Aguilera passou a servir de "modelo para jovens artistas que alcançaram a maioridade à frente do público e procuram abandonar suas imagens manufaturada". Da mesma forma, Terry Young, Jr. do The Hampton Institute, avaliou que "Com Stripped, Christina redefiniu o [conceito] de artista feminina da música popular no século XXI. O álbum matou a ideia de "castidade" obrigatória que havia dominado as cantoras em todos esses anos [...] Depois dele, artistas como Britney Spears e Beyoncé ficaram mais à vontade em expressarem suas sexualidades e já não sentiam a necessidade de vender uma imagem inocente." Selena Gomez coloca que Stripped a ensinou a "abaixar suas defesas, e ser sexy e divertida ao mesmo tempo", inspirando-a a conceber seu segundo álbum de estúdio solo, Revival (2015). Na capa, por exemplo, onde Gomez senta nua, em preto-e-branco, é facilmente relacionada à de Stripped. Por causa dessa declaração, Mike Wass, editor do Idolator, notou que o álbum é "o toque [perfeito] para os jovens artistas que tem autonomia sobre seus corpos, imagem e som". Da mesma forma, Demi Lovato explicou que inspirou-se no que Aguilera realizou com Stripped, para criar o conceito de Tell Me You Love Me (2017), porque "foi o álbum que a transformou [Aguilera] no ícone que ela é hoje. [...] Isso me inspira, ela inspirou meu álbum, até a capa em preto e branco". Por outro lado, Sabrina Carpenter afirmou que após ouvir o trabalho, ela "soube que queria cantar", enquanto a brasileira Luísa Sonza tomou a obra como inspiração para desenvolver o visual e os vídeos de sua era, Doce 22 (2021).
Ao publicar a obra, Aguilera marcou um importante passo na expressão da sexualidade feminina dentro da indústria musical, como observado por diversos profissionais especializados. Em um artigo publicado pela edição brasileira da revista Vice, Marie Declercq, escreveu que "Stripped veio carregado de girl power para qualquer um que quisesse escutá-lo sem preconceitos. Você pode não curtir a Christina Aguilera, mas vamos admitir que na época não tinha muita mulher famosa disposta a bancar a feminista mala (que é como somos chamadas até hoje) na MTV. Ao celebrar o 15º aniversário de lançamento do trabalho, Jeff Benajmin, da Billboard, revelou como o disco ainda estava influenciando a cena pop mesmo após quinze anos de seu lançamento oficial. Segundo ele; "os cinco singles oficiais do projeto, permitiram a musicista demonstrar sua versatilidade artística ao mundo, com o vulnerável porém poderoso "Beautiful", o rebelde "Fighter", o feminista "Can't Hold Us Down" e o introvertido "The Voice Within", ajudaram grandes estrelas do pop a seguir seus passos, explorando e incorporando as estratégias de Aguilera ao assumir o controle de suas carreiras e mostrarem suas verdadeiras personalidades". Um dos elementos que Benjamin destacou na obra, além de sua controvertida capa, tem sido a ampla gama de sons que apresenta, posto que a distingue de artistas como Britney Spears que explorava somente o dance pop, Aguilera queria encontrar um verdadeiro segundo álbum que a estabelecesse como um sucesso mundial"; Essa busca de abranger todos os tipos musicais no mesmo material foi explorada posteriormente por musicistas como Rihanna e Ariana Grande, bem como o modo de uma mulher expressar sua sexualidade — como Lovato e Miley Cyrus fizeram e isso — segundo o editor, "foi um caminho que os grandes astros pop de hoje seguiram, depois que Aguilera abriu o caminho para eles, assim como Donna Summer, Madonna e Cher fizeram em suas épocas". Por outro lado, Stripped foi escolhido para ocupar lugar no livro 1001 álbuns que você deve ouvir antes de morrer, enquanto leitores da revista Rolling Stone posicionou-o na décima terceira colocação entre os melhores lançamentos da década.
Devido ao seu conteúdo lírico, "Beautiful" têm sido fortemente reconhecido como um hino para a Comunidade LGBT; Escrevendo para a Billboard, Richard S. He elogiou seu trabalho no vídeo musical para a canção, opinando que "mostrar uma gama de diversidade de pessoas lutando contra a discriminação, autoimagem e identidade de gênero e sexual era ousado para 2002, mas não menos potente para os dias de hoje". A composição foi interpretada em várias manifestações em prol dos direitos humanos, como o realizado em 2010 no Capitólio Estadual de Massachusetts, devido à alta taxa de suicídio de adolescentes homoafetivos e transgêneros e também como parte do projeto It Gets Better em 2011, que luta por causas relacionadas a essa população. Além disso, os membros do Stonewall — um centro britânico de caridade a pessoas LGBT — o escolheram como tema, através de uma pesquisa, sobre "a música pop com a maior mensagem de empoderamento da última década (2000—09)", também elegendo simultaneamente Aguilera como a artista pop mais inspiradora, a frente de outras como Lady Gaga e Katy Perry. Em uma pesquisa realizada pela Rolling Stone seus eleitores elegeram "Beautiful" como a 6ª melhor canção lançada por uma artista feminina. De forma semelhante, a mesma revista e a rede de televisão VH1 o destacou entre os 100 melhores publicados ao longo da década de 2000 através de listas organizadas. "Fighter" foi reconhecido como uma música com forte mensagem de empoderamento feminino, devido ao conteúdo de suas letras. Seu vídeo musical têm sido referido como "um dos vídeos mais controversos na narrativa da música popular". Bianca Gracie, editora da Billboard, reconhece que o videoclipe "quase duas décadas depois [...] inspira cantoras mais jovens — de Demi Lovato à Miley Cyrus — a assumirem o controle de suas imagens e sexualidades". Graças à canção, os fãs da cantora são chamados de Fighters, pela mensagem inspiradora contida nas letras da faixa.

## Alinhamento de faixas
| Stripped — Edição padrão |                                                     | |                                                  |         |  |
| N.º                      | Título                                              | Compositor(es) | Produtor(es)                                     | Duração |  |
| 1.                       | "Stripped Intro"                                    | |                                                  | 1:39    |  |
| 2.                       | "Can't Hold Us Down" (com participação de Lil' Kim) | Christina Aguilera · Scott Storch · Matt Morris                                                                                 | Storch · Aguilera[a] · E. Dawk[a]                | 4:15    |  |
| 3.                       | "Walk Away"                                         | Aguilera · Storch · Morris | Storch · Aguilera[a] · E. Dawk[a]                | 5:47    |  |
| 4.                       | "Fighter"                                           | Aguilera · Storch | Storch · Aguilera[a] · E. Dawk[a]                | 4:05    |  |
| 5.                       | "Primer Amor Interlude"                             | |                                                  | 0:53    |  |
| 6.                       | "Infatuation"                                       | Aguilera · Storch · Morris | Storch · Aguilera[a] · E. Dawk[a]                | 4:17    |  |
| 7.                       | "Loves Embrace Interlude"                           | |                                                  | 0:46    |  |
| 8.                       | "Loving Me 4 Me"                                    | Aguilera · Storch · Morris | Storch · Aguilera[a] · E. Dawk[a]                | 4:36    |  |
| 9.                       | "Impossible"                                        | Alicia Keys | Keys                                             | 4:14    |  |
| 10.                      | "Underappreciated"                                  | Aguilera · Storch · Morris | Storch · Aguilera[a] · E. Dawk[a]                | 4:00    |  |
| 11.                      | "Beautiful"                                         | Linda Perry | Perry                                            | 3:58    |  |
| 12.                      | "Make Over"                                         | Aguilera · Perry · Keisha Buchanan · Mutya Buena · Siobhán Donaghy · Felix Howard · Cameron McVey · Paul Simm · Jonathan Lipsey | Perry                                            | 4:12    |  |
| 13.                      | "Cruz"                                              | Perry · Aguilera | Perry                                            | 3:49    |  |
| 14.                      | "Soar"                                              | Aguilera · Rob Hoffman · Heather Holley                                                                                         | Hoffman · Holley                                 | 4:45    |  |
| 15.                      | "Get Mine, Get Yours"                               | Aguilera · Steve Morales · Balewa Muhammad · David Siegel                                                                       | Morales · Muhammad[a]                            | 3:44    |  |
| 16.                      | "Dirrty" (com participação de Redman)               | Aguilera · Dana Stinson · Muhammad · Reginald Noble                                                                             | Rockwilder · Aguilera · Muhammad[a] · Cameron[a] | 4:58    |  |
| 17.                      | "Stripped Pt. 2"                                    | |                                                  | 0:45    |  |
| 18.                      | "The Voice Within"                                  | Aguilera · Glen Ballard | Ballard                                          | 5:04    |  |
| 19.                      | "I'm OK"                                            | Aguilera · Perry | Perry                                            | 5:18    |  |
| 20.                      | "Keep on Singin' My Song"                           | Aguilera · Storch | Storch · Aguilera[a] · E. Dawk[a]                | 6:29    |  |
| Duração total:           | Duração total:                                      | Duração total: | Duração total:                                   | 77:34   |  |

| Stripped — Edição comemorativa de 20 anos (faixas bônus) |                                   |                             |                       |         |  |
| N.º                                                      | Título                            | Compositor(es)              | Produtor(es)          | Duração |  |
| 21.                                                      | "I Will Be"                       | Aguilera · Hoffman · Holley | Hoffman · Holley      | 4:12    |  |
| 22.                                                      | "Beautiful" (Benny Benassi Remix) | Perry                       | Perry · Benny Benassi |         |  |

| Stripped – Edição chinesa (disco um) |                                                     |                                                                                |                                                  |         |  |
| N.º                                  | Título                                              | Compositor(es)                                                                 | Produtor(es)                                     | Duração |  |
| 1.                                   | "Stripped Intro"                                    |                                                                                |                                                  | 1:39    |  |
| 2.                                   | "Can't Hold Us Down" (com participação de Lil' Kim) | Aguilera · Storch · Morris                                                     | Storch · Aguilera[a] · E. Dawk[a]                | 4:15    |  |
| 3.                                   | "Walk Away"                                         | Aguilera · Storch · Morris                                                     | Storch · Aguilera[a] · E. Dawk[a]                | 5:47    |  |
| 4.                                   | "Fighter"                                           | Aguilera · Storch                                                              | Storch · Aguilera[a] · E. Dawk[a]                | 4:05    |  |
| 5.                                   | "Primer Amor Interlude"                             |                                                                                |                                                  | 0:53    |  |
| 6.                                   | "Infatuation"                                       | Aguilera · Storch · Morris                                                     | Storch · Aguilera[a] · E. Dawk[a]                | 4:17    |  |
| 7.                                   | "Loves Embrace Interlude"                           |                                                                                |                                                  | 0:46    |  |
| 8.                                   | "Loving Me 4 Me"                                    | Aguilera · Storch · Morris                                                     | Storch · Aguilera[a] · E. Dawk[a]                | 4:36    |  |
| 9.                                   | "Impossible" (com participação de Alicia Keys)      | Keys                                                                           | Keys                                             | 4:14    |  |
| 10.                                  | "Underappreciated"                                  | Aguilera · Storch · Morris                                                     | Storch · Aguilera[a] · E. Dawk[a]                | 4:00    |  |
| 11.                                  | "Beautiful"                                         | Perry                                                                          | Perry                                            | 3:58    |  |
| 12.                                  | "Make Over"                                         | Aguilera · Perry · Buchanan · Buena · Donaghy · Howard · McVey · Simm · Lipsey | Perry                                            | 4:12    |  |
| 13.                                  | "Cruz"                                              | Perry · Aguilera                                                               | Perry                                            | 3:49    |  |
| 14.                                  | "Soar"                                              | Aguilera · Hoffman · Holley                                                    | Hoffman · Holley                                 | 4:45    |  |
| 15.                                  | "Dirrty" (com participação de Redman)               | Aguilera · Stinson · Muhammad · Noble                                          | Rockwilder · Aguilera · Muhammad[a] · Cameron[a] | 4:58    |  |
| Duração total:                       | Duração total:                                      | Duração total:                                                                 | Duração total:                                   | 57:34   |  |

| Stripped – Edição chinesa (disco dois) |                           |                    |                                 |         |  |
| N.º                                    | Título                    | Compositor(es)     | Produtor(es)                    | Duração |  |
| 1.                                     | "Stripped Pt. 2"          |                    |                                 | 0:45    |  |
| 2.                                     | "The Voice Within"        | Aguilera · Ballard | Ballard                         | 5:04    |  |
| 3.                                     | "I'm OK"                  | Aguilera · Perry   | Perry                           | 5:18    |  |
| 4.                                     | "Keep on Singin' My Song" | Aguilera · Storch  | Storch · Aguilera[a] E. Dawk[a] | 6:29    |  |
| Duração total:                         | Duração total:            | Duração total:     | Duração total:                  | 17:36   |  |

Notas
- ↑a  significa um produtor vocal

Créditos de amostra
- "Make Over" contém interpolações de "Overload", originalmente gravado pelo grupo Sugababes. Prensagens posteriores do álbum contêm créditos de composição para Keisha Buchanan, Mutya Buena, Siobhán Donaghy, Felix Howard, Cameron McVey, Paul Simm e Jonathan Lipsey; esses créditos estavam ausentes nas prensas iniciais do álbum.
- "I'm OK" contém uma amostra de áudio realizada por Ellen Muth e David Strathairn de Dolores Claiborne, um filme baseado no romance homônimo de Stephen King.

## Créditos e pessoal
Os créditos seguintes foram adaptados do encarte do álbum Stripped.

### Produção
| - Produção executiva: Christina Aguilera - Produtores: Ron Fair, Glen Ballard, Jasper Cameron, E. Dawk, Rob Hoffman, Heather Holley, Steve Morales, Balewa Muhammad, Rockwilder, Scott Storch, Alicia Keys e Linda Perry. - Compositores: Christina Aguilera, Scott Storch, Linda Perry, Rob Hoffman, Heather Holley, Steve Morales, Alicia Keys, Glen Ballar, Jasper Cameron, Balewa Muhammad, R. Noble, David Siegel, D. Stinson e Matt Morris. - Gravações: Tony Black, Oscar Ramírez e Wassim Zreik. - Engenheiros de áudio e ajudantes de áudio: Alex Gibson, Jay Goin, Mark Kizula, Aaron Leply, John Morichal, Rafael Serrano, Kevin Szymanski e Scott Whitting. | - Mixagem de áudio: Tony Maserati, Peter Mokran, Dave Pensado, Rich Balmer, Tony Flores, Anthony Kilhoffer, Jamie Sickora e Ethan Willoughby. - Produtor geral: Jolie Levine-Aller. - Ajudante de produção: Stephanie Kubiak. - Masterização: Brian Gardner. - Direção artística e desenho: Jeri Heiden e Glen Nakasako. - Fotografía: Miranda Penn |

### Músicos
| - Vocais principais: Christina Aguilera. - Vocais convidados: Redman, Alicia Keys e Lil' Kim. - Vocais secundários: Alicia Keys, Maxi Anderson, Alexandra Brown, Crystal Drummer, Charlean Hines, Erica King, Nolie Robinson, Alfie Sillas, Toya Smith e Maxine Waters-Willard. - Baixo: Linda Perry, Alex Al, Uriah Duffy, Mike Elizondo, Rufus Jackson e Tarus Mateen. - Piano: Linda Perry, Alicia Keys e Greg Phillinganes. | - Guitarra: Rob Hoffman, Glen Ballar, Aaron Fishbein, John Goux, Michael Landau, Dave Navarro, Arthur White, Dwayne Wiggins, Ramon Stagnaro, Damon Fox, Randy Kerber e David Siegel. - Viola e violino: Richard Dodd, Eric Gorfain, Larry Gold, Lily Haydn e Shanti Randall. - Orquestra: Bill Ross. - Coro: Anson Dawkins e Eric Dawkins. |

## Desempenho comercial

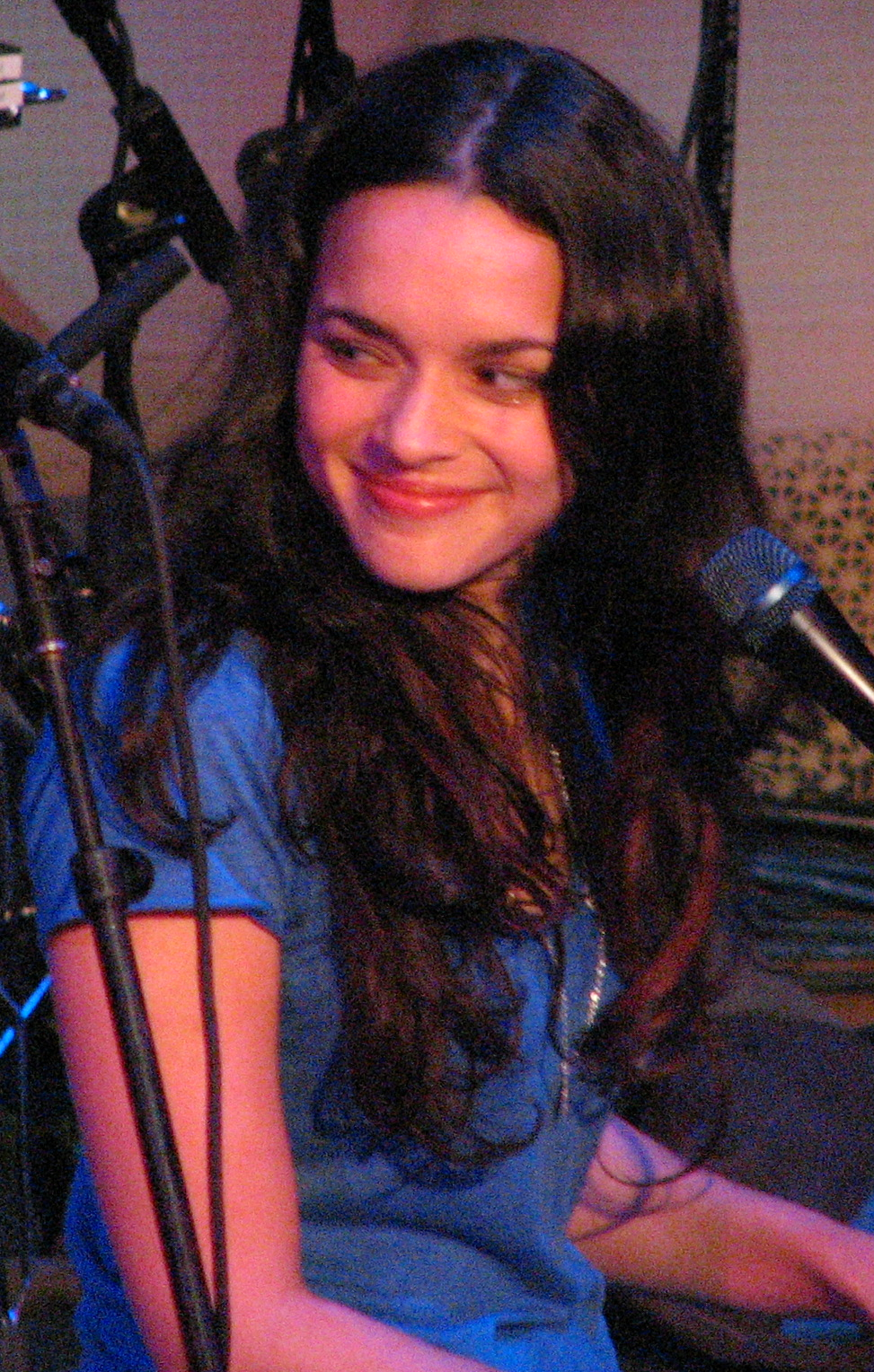
No Reino Unido, Stripped obteve a segunda como melhor posição na UK Albums Chart, atrás de Come Away with Me, de Norah Jones (foto)

Em âmbito global, Stripped recebeu grande sucesso comercial em vários países ao redor do mundo, com mais de 12 milhões de exemplares comercializados até 2015. A International Federation of the Phonographic Industry (IFPI), classificou a obra nos números 21 e 16 na lista dos álbuns mais bem sucedidos de 2002 e 2003, respectivamente. Nos Estados Unidos, debutou no segundo posto da tabela Billboard 200, com 331 mil unidades equivalentes em sua semana de liberação, perdendo o ápice para a estreia da trilha sonora do filme 8 Mile que vendeu mais de 702 mil unidades no mesmo período. Na edição seguinte, caiu para o 4° lugar com 170 mil cópias vendidas e, depois disso, despencou para a sétima colocação com 119 mil réplicas comercializadas. Finalizou 2002 com 1 milhão e 673 mil compras realizadas, sendo o 122º mais bem sucedido do ano e em 2003, comercializou mais de 1 milhão e 736 mil unidades, o que o fez listar-se no décimo posto entre os mais vendidos. De acordo com a Nielsen SoundScan, Stripped já foi adquirido mais de 4 milhões de vezes, somente no país natal da intérprete, onde tornou-se seu segundo trabalho mais adquirido — atrás somente de seu disco de estreia — que vendeu oito milhões; Este desempenho resultou na emissão de cinco certificações de platina pela Recording Industry Association of America (RIAA). Por outro lado, no Canadá, debutou no terceiro posto em sua tabela de álbuns, graças ao fato de ter vendido mais de 14 mil unidades em sua primeira semana e, algum tempo depois, a Music Canada (MC) concedeu-lhe a certificação de platina tripla, porque mais de trezentas mil réplicas do produto foram despachadas no território. Na América Latina, nomeadamente na Argentina, culminou na tabela de álbuns compilada pela Cámara Argentina de Productores de Fonogramas y Videogramas. Mais tarde, a empresa certificou Stripped com platina após serem registradas 40 mil compras. Já no Brasil e México, embora ele não tenha aparecido em nenhuma tabela oficial, conseguiu receber uma certificação de ouro da Pro-Música Brasil (PMB) e da Asociación Mexicana de Productores de Fonogramas y Videogramas (AMPROFON), por ter vendido mais de 50 mil cópias no primeiro e 75 mil unidades no segundo.
Da mesma forma, nos países europeus, obteve grande sucesso em suas respectivas paradas. Na Alemanha, estreou no oitavo lugar da tabela alemã de álbuns e semanas depois saltou para o sexto, sendo sua melhor posição e, em suma, permaneceu 77 semanas consecutivas na lista. Graças a comercialização superior a 300 mil cópias oficiais, a Bundesverband Musikindustrie (BVMI) entregou a artista um certificado de platina. Na Áustria foi classificado na décima posição na parada de álbuns e posteriormente foi certificado com platina pela IFPI Áustria, denotando vendas de 30 mil cópias. Além disso, apareceu nas paradas da Ultratop, das duas regiões da Bélgica, em território flamengo conquistou o 7ª posto, enquanto no valoniano posicionou-se no 46°. Enquanto isso, na Itália subiu para a décima sexta posição de sua contagem oficial de álbuns, enquanto na Suíça conseguiu apenas o nono lugar. Mesmo assim, em ambas as nações, eles condecoraram a obra por suas vendas, sendo certificado de ouro pela Federazione Industria Musicale Italiana (FIMI) e platina pela IFPI Suíça. Paralelamente, na Espanha e na França não alcançou altas posições. No entanto, no primeiro obteve uma certificação de ouro e no segundo permaneceu por mais de um ano em sua respectiva tabela. Stripped estreou na 19ª colocação da UK Albums Chart — tabela musical do Reino Unido —, em novembro de 2002; em sua décima nona atualização, ascendeu a vice liderança, ficando atrás de Come Away with Me, de Norah Jones. Encerrou 2003 como o 3º disco mais bem sucedido em território britânico, atrás apenas de Life for Rent, de Dido e Justified, de Justin Timberlake. Até novembro de 2017, suas vendas já haviam excedido a barreira de dois milhões de cópias. Mais tarde, a British Phonographic Industry (BPI) concedeu quatro platinas ao projeto. De forma similar, na Escócia e na Irlanda obteve sucesso semelhante, ocupando o segundo lugar nos dois países.
Na Ásia, há apenas um certificado de ouro, emitido pela Recording Industry Association of Japan (RIAJ), por vender mais de 100 mil cópias oficiais em território japonês. Por outro lado, na Austrália e na Nova Zelândia, teve desempenho semelhante ao dos países europeus. No primeiro deles, ele estreou em 10 de novembro de 2002 na 33ª ocupação e na semana seguinte, já estava fora da tabela; Posteriormente, ele voltou a entrar em janeiro de 2003 na posição 41 e continuou a subir até alcançar o sétimo lugar. Foi certificado com quádruplo de platina através da Australian Recording Industry Association (ARIA). No segundo país mencionado,  ocorreu o mesmo que no anterior, após sua estreia ele deixou a parada neozelandesa e voltou a entrar em 2003, onde conseguiu alcançar o quinto lugar na contagem. Posteriormente, foi entregue a intérprete, duas condecorações de platina, por vender mais de trinta mil cópias de Stripped no país, que foram concedidas pela Recording Industry Association of New Zealand (RIANZ).
| País — Tabela musical (2002–03)         | Melhor posição |
| --------------------------------------- | -------------- |
| Argentina (CAPIF)                       | 1              |
| Alemanha (GfK Entertainment Charts)     | 6              |
| Austrália (ARIA Charts)                 | 7              |
| Áustria (Ö3 Austria Top 40)             | 10             |
| Bélgica (Ultratop 50 de Flandres)       | 7              |
| Bélgica (Ultratop 40 de Valônia)        | 46             |
| Canadá (Canadian Albums Chart)          | 3              |
| Dinamarca (Hitlisten)                   | 5              |
| Escócia (OCC)                           | 2              |
| Eslováquia (IFPI Slovenská Republika)   | 20             |
| Espanha (PROMUSICAE)                    | 60             |
| Estados Unidos (Billboard 200)          | 2              |
| Estados Unidos (Top Pop Catalog Albums) | 14             |
| França (SNEP)                           | 49             |
| Irlanda (IRMA)                          | 2              |
| Itália (FIMI)                           | 16             |
| Japão (Oricon)                          | 13             |
| Noruega (VG-lista)                      | 10             |
| Nova Zelândia (Recorded Music NZ)       | 5              |
| Países Baixos (MegaCharts)              | 3              |
| Reino Unido (UK Albums Chart)           | 2              |
| Suécia (Sverigetopplistan)              | 13             |
| Suíça (Schweizer Hitparade)             | 9              |

| País — Tabela musical (2002)        | Posição |
| ----------------------------------- | ------- |
| Estados Unidos (Billboard 200)      | 122     |
| Reino Unido (UK Albums Chart)       | 110     |
| País — Tabela musical (2003)        | Posição |
| Alemanha (GfK Entertainment Charts) | 16      |
| Austrália (ARIA Charts)             | 12      |
| Áustria (Ö3 Austria Top 40)         | 31      |
| Bélgica (Ultratop 50 de Flandres)   | 17      |
| Estados Unidos (Billboard 200)      | 10      |
| Hungria (MAHASZ)                    | 79      |
| Irlanda (IRMA)                      | 5       |
| Nova Zelândia (RMNZ)                | 21      |
| Páises Baixos (MegaCharts)          | 11      |
| Reino Unido (UK Albums Chart)       | 3       |
| Suíça (Schweizer Hitparade)         | 54      |

| País — Tabela musical (2004)        | Posição |
| ----------------------------------- | ------- |
| Alemanha (GfK Entertainment Charts) | 68      |
| Austrália (ARIA Charts)             | 58      |
| Reino Unido (UK Albums Chart)       | 65      |
| Suíça (Schweizer Hitparade)         | 88      |
| País — Tabela musical (2005)        | Posição |
| Reino Unido (UK Albums Chart)       | 181     |

| País — Tabela musical (2000—09) | Posição |
| ------------------------------- | ------- |
| Austrália (ARIA Charts)         | 66      |
| Estados Unidos (Billboard 200)  | 77      |
| Reino Unido (UK Albums Chart)   | 29      |

| Região                                                                                             | Certificação | Vendas     |
| -------------------------------------------------------------------------------------------------- | ------------ | ---------- |
| Alemanha (BVMI)                                                                                    | Platina      | 300 000^   |
| Argentina (CAPIF)                                                                                  | Platina      | 40 000^    |
| Austrália (ARIA)                                                                                   | 4× Platina   | 280 000^   |
| Áustria (IFPI Áustria)                                                                             | Platina      | 30 000*    |
| Brasil (Pro-Música Brasil)                                                                         | Ouro         | 50 000*    |
| Canadá (Music Canada)                                                                              | 4× Platina   | 400 000^   |
| Dinamarca (IFPI Dinamarca)                                                                         | Platina      | 50 000^    |
| Espanha (PROMUSICAE)                                                                               | Ouro         | 50 000^    |
| Estados Unidos (RIAA)                                                                              | 5× Platina   | 4 423 000  |
| Hungria (MAHASZ)                                                                                   | Platina      | 20 000^    |
| Itália (FIMI)                                                                                      | Ouro         | 50 000*    |
| Japão (RIAJ)                                                                                       | Ouro         | 100 000^   |
| México (AMPROFON)                                                                                  | Platina      | 75 000^    |
| Noruega (IFPI Noruega)                                                                             | 2× Platina   | 100 000*   |
| Nova Zelândia (RIANZ)                                                                              | 2× Platina   | 30 000^    |
| Países Baixos (NVPI)                                                                               | 3× Platina   | 80 000^    |
| Reino Unido (BPI)                                                                                  | 6× Platina   | 2 000 000  |
| Suécia (GLF)                                                                                       | Platina      | 60 000^    |
| Suíça (IFPI Suíça)                                                                                 | Platina      | 40 000^    |
| Resumos                                                                                            |              |            |
| Europa (IFPI)                                                                                      | 3× Platina   | 3 000 000* |
| Mundo                                                                                              | —            | 13 000 000 |
| ^distribuições baseadas apenas na certificação *números de vendas baseados somente na certificação |              |            |

## Histórico de lançamento
| Região         | Data                   | Formato | Gravadora  | Referência(s) |
| -------------- | ---------------------- | ------- | ---------- | ------------- |
| Dinarmaca      | 22 de outubro de 2002  | CD      | Sony Music | [ 11 ]        |
| Finlândia      | 22 de outubro de 2002  | CD      | Sony Music | [ 9 ]         |
| Noruega        | 22 de outubro de 2002  | CD      | Sony Music | [ 230 ]       |
| Suécia         | 22 de outubro de 2002  | CD      | Sony Music | [ 10 ]        |
| Espanha        | 24 de outubro de 2002  | CD      | Sony Music | [ 231 ]       |
| Japão          | 25 de outubro de 2002  | CD      | Sony Music | [ 232 ]       |
| Itália         | 26 de outubro de 2002  | CD      | Sony Music | [ 233 ]       |
| Reino Unido    | 26 de outubro de 2002  | CD      | RCA        | [ 234 ]       |
| Austrália      | 28 de outubro de 2002  | CD      | Sony Music | [ 235 ]       |
| Alemanha       | 28 de outubro de 2002  | CD      | Sony Music | [ 236 ]       |
| Nova Zelândia  | 28 de outubro de 2002  | CD      | Sony Music | [ 237 ]       |
| Portugal       | 28 de outubro de 2002  | CD      | Sony Music | [ 238 ]       |
| Canadá         | 29 de outubro de 2002  | CD      | Sony Music | [ 239 ]       |
| França         | 29 de outubro de 2002  | CD      | Sony Music | [ 240 ]       |
| Polônia        | 29 de outubro de 2002  | CD      | Sony Music | [ 241 ]       |
| Estados Unidos | 29 de outubro de 2002  | CD      | RCA        | [ 12 ]        |
| Estados Unidos | 5 de novembro de 2002  | Cassete | RCA        | [ 13 ]        |
| Taiwan         | 6 de novembro de 2002  | CD      | Sony Music | [ 242 ]       |
| Canadá         | 2 de dezembro de 2002  | Vinil   | Sony Music | [ 243 ]       |
| Alemanha       | 3 de dezembro de 2002  | Vinil   | Sony Music | [ 244 ]       |
| Estados Unidos | 3 de dezembro de 2002  | Vinil   | RCA        | [ 245 ]       |
| China          | 5 de maio de 2004      | CD      | Sony Music | [ 246 ]       |
| Japão          | 25 de agosto de 2005   | CD      | Sony Music | [ 247 ]       |
| Japão          | 9 de agosto de 2006    | CD      | Sony Music | [ 248 ]       |
| Japão          | 24 de setembro de 2008 | CD      | Sony Music | [ 249 ]       |